# Cardeñosa
Cardeñosa è un comune spagnolo di 544 abitanti situato nella comunità autonoma di Castiglia e León.